# Air Force Achievement Medal

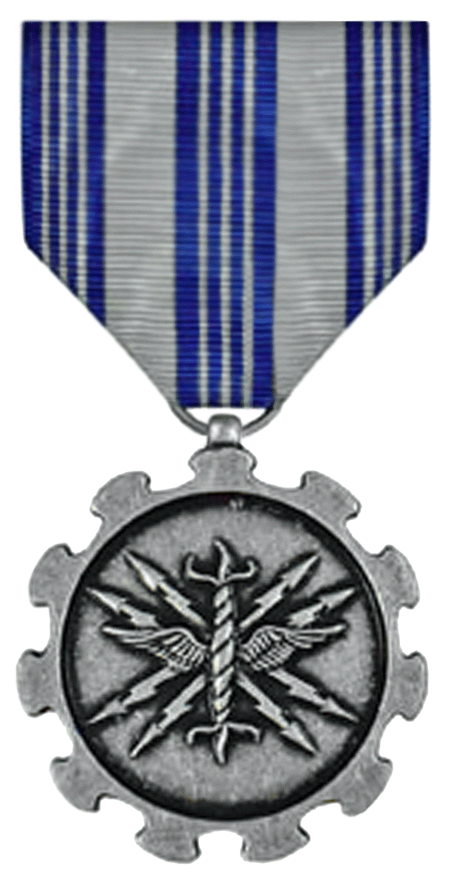
Air Force Achievement Medal

Die Air Force Achievement Medal (deutsch Luftwaffen-Leistungsmedaille) ist eine Achievement Medal der Streitkräfte der Vereinigten Staaten, die für militärische Verdienste an jüngere Offiziere und Mannschaftsdienstgrade vergeben wird, wenn die Air Force Commendation Medal nicht zur Anwendung kommen kann.
Alle Teilstreitkräfte haben ihre eigene Achievement Medal, die Air Force Achievement Medal ist für den militärischen Dienst in der Air Force vorgesehen.
Geschaffen wurden die ersten Achievement Medals von der United States Navy und der United States Coast Guard 1961. Die Joint Service Achievement Medal existiert seit 1981.
Mehrfachauszeichnungen werden mit goldenem oder silbernem Eichenlaub dargestellt.
In der Order of Precedence rangieren die Achievement Medals unter den Commendation Medals, wie etwa der Joint Service Commendation Medal und über dem Commandant’s Letter of Commendation und den Combat Action Ribbons.